# Flora Japoniei
Flora Japoniei este deosebit de variată datorită faptului că arhipelagul japonez se întinde de la nord la sud peste 3.500 km și datorită climei la fel de variate. Botaniștii apreciază că în Japonia există cam 5-6.000 de specii de plante endemice.

## Tipuri de plante
Din punct de vedere al distribuției plantelor, Japonia este inclusă în zona temperată est-asiatică, având următoarele 5 zone:
- zona subtropicală, care include Insulele Ryukyu și Bonin. Plante caracteristice sunt: gajumaru („Ficus microcarpa”) și himetsubaki („Schima wallichii”).
- zona temperată caldă, cu păduri de foioase perene, în regiunile centrală și de nord ale insulei Honshū, și partea de sud-vest a insulei Hokkaidō. Plante caracteristice sunt: konara („Quercus serrata”) și buna („Fagus crenata”).
- zona subalpină, care include regiunile centrale și de nord ale insulei Hokkaidō. Plante caracteristice sunt: kokemomo („Vaccinium vitis-idaea”) și tōhi („Picea jezoensis”).
- zona alpină, care include platourile din regiunea centrală a insulei Honshu, și partea centrală a insulei Hokkaidō. Plante caracteristice sunt: haimatsu („Pinus pumila”) și komakusa („Dicentra peregrina”).

Cu toate că unele plante, precum higambana („Lycoris radiata”) au fost introduse în Japonia încă în vremuri străvechi, majoritatea plantelor naturalizate au fost introduse în succesiune rapidă după începutul erei Meiji (1868-1912). Se crede că între 200 și 500 de plante sunt naturalizate. Majoritatea lor sunt din Europa, cu toate că în ultimii ani Statele Unite ale Americii sunt o sursă majoră.
Plante de floricultură dezvoltate în China și introduse în Japonia înainte de și în era Edo includ: suisen (narcisă), asagao (Convolvulaceae), kiku (crizantemă), ume, momo (piersică), botan (bujor, „Paeonia suffruticosa”).